# Nottolino browniano

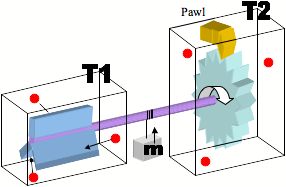
Schema di un nottolino browniano

In termodinamica, e in fisica teorica, il nottolino browniano (o nottolino di Feynman-Smoluchowski) è un esperimento mentale riguardante un dispositivo meccanico che appare essere in grado di produrre un moto perpetuo. Il dispositivo fu analizzato per la prima volta nel 1912 dal fisico polacco Marian Smoluchowski e reso popolare dal fisico statunitense Richard Feynman in una lezione di fisica presso il California Institute of Technology l'11 maggio 1962 e nel primo volume de The Feynman Lectures on Physics  come illustrazione delle leggi della termodinamica. Questa semplice macchina, che consiste in un cricco accoppiato a una ruota a pale, è un esempio di diavoletto di Maxwell, capace di estrarre informazioni utili da fluttuazioni termiche casuali in un sistema all'equilibrio in violazione della seconda legge della termodinamica. Un'analisi dettagliata condotta da Feynman e altri mostra che ciò è in realtà impossibile.

## La macchina
Il dispositivo consiste in una ruota dentata che ruota liberamente in una direzione, ma a cui un nottolino impedisce di muoversi nella direzione opposta; tale cricco è connesso da un albero ad una ruota a pale che è immersa in un fluido di molecole a temperatura {\displaystyle T_{1}}. Le molecole costituiscono un serbatoio termico infinito nel quale esse si muovono di moto browniano casuale con un'energia cinetica media che è determinata dalla temperatura. Il dispositivo è da immaginarsi abbastanza piccolo da consentire all'impulso di una singola molecola di mettere in moto le pale. Per quanto tali collisioni dovrebbero tendere a ruotare le pale con uguale probabilità in entrambe le direzioni, il meccanismo non reversibile di arresto del nottolino costringe la ruota dentata a compiere scatti in una sola direzione. L'effetto finale dovrebbe essere sufficiente per muovere la ruota dentata in quella stessa direzione, e il moto della ruota potrebbe essere usato per compiere lavoro su altri sistemi, per esempio per sollevare una massa {\displaystyle m} contro la gravità. L'energia necessaria verrebbe raccolta dal serbatoio termico senza alcun gradiente di temperatura. Se una tale macchina funzionasse con successo, quindi, si violerebbe la seconda legge della termodinamica.

## Perché non funziona
Per quanto a prima vista il nottolino browniano sembrerebbe estrarre lavoro utile dal moto browniano, Feynman dimostrò che se l'intero dispositivo è alla stessa temperatura, la ruota non si muoverà sempre nella stessa direzione ma casualmente avanti e indietro e così non produrrà alcun lavoro utile. Il motivo di ciò è che il nottolino, essendo alla stessa temperatura delle pale, subirà anch'esso il moto browniano, muovendosi casualmente in alto e in basso, così da fallire ogni tanto nel proprio scopo consentendo a un dente della ruota di scivolare indietro. Un altro fatto è che mentre il nottolino rimane sulla faccia del dente che sta scivolando, la molla che richiama il nottolino esercita una forza laterale sul dente che tende a muovere la ruota dentata in direzione inversa. Feynman mostrò che se la temperatura {\displaystyle T_{2}} del cricco è la stessa {\displaystyle T_{1}} delle pale, allora la probabilità (proporzionale a {\displaystyle e^{-{\frac {E}{kT}}}}, dove {\displaystyle E} è l'energia necessaria a sollevare il nottolino sopra il dente e {\displaystyle k} è la costante di Boltzmann) che il nottolino fallisca deve essere uguale a quella per cui la ruota dentata avanza regolarmente, così che in media e su lunghi periodi non risulti alcun movimento netto. Una dimostrazione semplice ma rigorosa del fatto che non si ottiene alcun risultato netto indipendentemente dalla geometria del dente è data da Marcelo Magnasco.
Se, d'altro canto, {\displaystyle T_{2}<T_{1}}, la ruota può muoversi in avanti e produrre lavoro utile. In questo caso, tuttavia, l'energia viene estratta dal gradiente di temperatura tra i due serbatoi termici e la parte di energia non utilizzata viene ceduta alla sorgente a temperatura minore dal nottolino. In altre parole, il dispositivo funziona come una macchina termica in miniatura, in accordo con la seconda legge della termodinamica.
Al contrario, se {\displaystyle T_{2}>T_{1}}, il dispositivo ruoterà in verso opposto, funzionando da refrigeratore.
Il nottolino di Feynman è la base per i motori browniani e le macchine molecolari che possono estrarre lavoro utile non dalle fluttuazioni casuali ma per esempio dal potenziale chimico o da altre fonti di non-equilibrio termodinamico, in accordo con i principî della termodinamica stessa. I diodi sono un analogo elettrico del nottolino browniano e per questo motivo non possono creare lavoro dalla rettificazione di fluttuazioni termiche in un circuito a temperatura uniforme.
Quest'ultima affermazione non va tuttavia intesa in maniera assoluta: sono attualmente allo studio dispositivi più esotici, che lavorando in maniera più sottile di quella appena descritta e che sia sperimentalmente che teoricamente paiono in grado di generare una corrente piccola ma misurabile in circuiti opportunamente configurati. I quadri teorici attualmente sviluppati permettono di verificare che, anche per tali configurazioni, il secondo principio è fatto salvo, in quanto la potenza dissipata dal circuito è pari a quella estratta dall'ambiente a regime. 
L'utilizzo del condizionale nel precedente periodo è dettato dalla natura recente delle prime pubblicazioni ufficiali in merito.

## Storia
Il sistema ruota dentata-nottolino fu descritto per la prima volta come dispositivo in grado di violare la seconda legge della termodinamica da Gabriel Lippmann nel 1900.  Nel 1912, Marian Smoluchowski diede la prima spiegazione qualitativa corretta del motivo per cui il dispositivo non funziona. Fu invece Feynman a dare la prima descrizione quantitativa del fenomeno del 1962 facendo uso della distribuzione di Maxwell-Boltzmann. Nel 1996, Juan Parrondo e Pep Español utilizzarono una variante del dispositivo di cui sopra, priva della ruota dentata ma dotata solo di due ruote a pale, con l'intento di mostrare che l'albero che connette le ruote conduce il calore tra i serbatoi; essi arguirono che, per quanto le conclusioni di Feynman siano corrette, la sua analisi è inficiata dall'uso erroneo dell'approssimazione quasistatica che porta a equazioni errate per l'efficienza. Magnasco e Stolovitzky (1998) estesero quest'analisi per considerare il dispositivo completo, e mostrarono che l'efficienza della macchina è molto minore di quella di Carnot, come invece aveva sostenuto Feynman. Un articolo del 2000 di Derek Abbott, Bruce R. Davis e Juan Parrondo analizzò di nuovo il problema estendendolo al caso di ruote dentate multiple, mostrando un collegamento con il paradosso di Parrondo.